# Haparanda Tornio BF
Haparanda Tornio BF var en bandyklubb i Haparanda.

## Historik
Klubben bildades den 3 maj 2004 genom sammanslagning av svenska Haparanda SKT och Torneå PV från Torneå i Finland, och hette Eurocity BK fram till namnbytet inför säsongen 2006/2007. Laget spelade sina hemmamatcher på Gränsvallen, Marielund.
Herrlaget började i Sveriges Division 2 i bandy säsongen 2004/2005, och tog sig upp till Division 1. Säsongen 2005/2006 slutade man på tredje plats i Division 1 norra och säsongen 2006/2007 på samma placering i samma serie. Vid serieomläggningen inför säsongen 2007/2008 placerades man laget i Allsvenskan norra, där man slutade på andra plats. Laget avslutade sedan säsongen 2007/2008 med kvalspel till Elitserien, där man dock misslyckades med att ta sig upp efter att ha slutat sist i sin kvalgrupp.
Den 22 juli 2008 gick klubben samman med bandysektionen i finländska Torneå PV och blev Haparanda-Torneå PV.
Efter att klubben åkt ur Allsvenskan norra säsongen 2016/2017 meddelades att klubben gått i konkurs och därmed upphör.